# Terje Andersen
Terje Andersen (* 4. März 1952 in Tønsberg, Vestfold) ist ein ehemaliger norwegischer Eisschnellläufer.
Andersen hat sich in seiner aktiven Karriere auf die Mittelstrecken spezialisiert. Sein internationales Debüt gab er in Grenoble, Frankreich bei der Eisschnelllauf-Mehrkampfeuropameisterschaft 1973. Dabei gewann er die Einzelstrecke über 500 m, konnte sich aber nicht für die abschließenden 10.000 m qualifizieren. Aufgrund der ständigen Konkurrenz aus dem eigenen Team von Sten Stensen, Kay Stenshjemmet, Jan Egil Storholt und Amund Sjøbrend nahm er nur an einer weiteren internationalen Mehrkampfmeisterschaft teil. Bei den Weltmeisterschaften 1975 in Oslo belegte er insgesamt den 12. Rang.
1976 trat Andersen bei den Olympischen Winterspielen im österreichischen Innsbruck über 1000 m und 1500 m an. Er belegte die Plätze 16 und 15. Danach konzentrierte er sich vermehrt auf die Kurzstrecken. Bei den vier Sprintweltmeisterschaften zwischen 1978 und 1981 platzierte er sich dreimal unter den besten 10.
Seinen größten Erfolg feierte Andersen 1980 als im US-amerikanischen Lake Placid bei den Olympischen Winterspielen über die 1500-m-Strecke die Bronzemedaille gewinnen konnte. Über die 1000 m erreichte er den 12. Rang.
Nach Abschluss seiner aktiven Karriere blieb Andersen dem Eisschnelllauf treu und war zwischen 1997 und 1999 sowie 2003 und 2007 Präsident des norwegischen Eislaufverbandes.

## Persönliche Bestzeiten
| Strecke   | Zeit         | Datum            | Ort         |
| --------- | ------------ | ---------------- | ----------- |
| 00500 m   | 038,30 s     | 31. März 1981    | Harbin      |
| 01.000 m  | 01:15,62 min | 20. Januar 1980  | Davos       |
| 01.500 m  | 01:56,92 min | 13. Februar 1980 | Lake Placid |
| 03.000 m  | 04:18,80 min | 1. Dezember 1979 | Larvik      |
| 05.000 m  | 07:21,22 min | 5. März 1976     | Inzell      |
| 010.000 m | 15:37,11 min | 1. Januar 1981   | Oslo        |